# Feldmaršal (Nova Zelandija)
Feldmaršal (izvirno angleško Field Marshal) je najvišji, petzvezdni vojaški čin Novozelandske kopenske vojske in je neposredni naslednik britanskega čina feldmaršala. Je enakovreden činu admirala flote Kraljeve novozelandske vojne mornarice in činu maršala Kraljevega novozelandskega vojnega letalstva. V Natovi strukturi činov spada v razred O-11. Podrejeni čin je general.
Oznaka čina je krona svetega Edvarda nad dvema prekrižanema batona (maršalski palici), ki sta obkrožena z vencem hrastovih listov; je popolnoma enaka oznaki čina feldmaršala Britanske kopenske vojske.
Trenutni edini feldmaršal je princ Filip Edinburški, ki je bil v ta čin, ki je čisto ceremonialne narave, povišan leta 1977.